# Hilda Strike
Hilda Strike, auch Hilda H. Strike, nach Heirat Hilda Sisson (* 1. September 1910 in Montreal; † 9. März 1989 in Ottawa) war eine kanadische Leichtathletin.
Strike nahm an den Olympischen Sommerspielen 1932 in Los Angeles teil. Dabei gewann sie beim 100-Meter-Lauf die Silbermedaille hinter der Polin Stanisława Walasiewicz (Gold) und vor der US-Amerikanerin Wilhelmina von Bremen (Bronze). In der 4-mal-100-Meter-Staffel holte sie mit der kanadischen Mannschaft ebenfalls die Silbermedaille, zusammen mit ihren Teamkolleginnen Mildred Fizzell, Lillian Palmer und Mary Frizzell.
Bald nach ihrer Heirat mit Fred Sisson 1935 zog sie sich aus dem Sport zurück.